# Yoshiaki Takagi
Yoshiaki Takagi (født 9. december 1992) er en japansk fodboldspiller, som spiller for den japanske fodboldklub Albirex Niigata.